# يورن وندرليش
يورن وندرليش هو سياسي ألماني، ولد في 16 يناير 1960 في غلادبيك في ألمانيا. نشط حزبياً في حزب اليسار. وقد انتخب عضو في البوندستاغ الألماني خلال فترته النيابية ‏ (18 أكتوبر 2005 – 27 أكتوبر 2009).

## وصلات خارجية
- الموقع الرسمي